# Aneb-Hetch

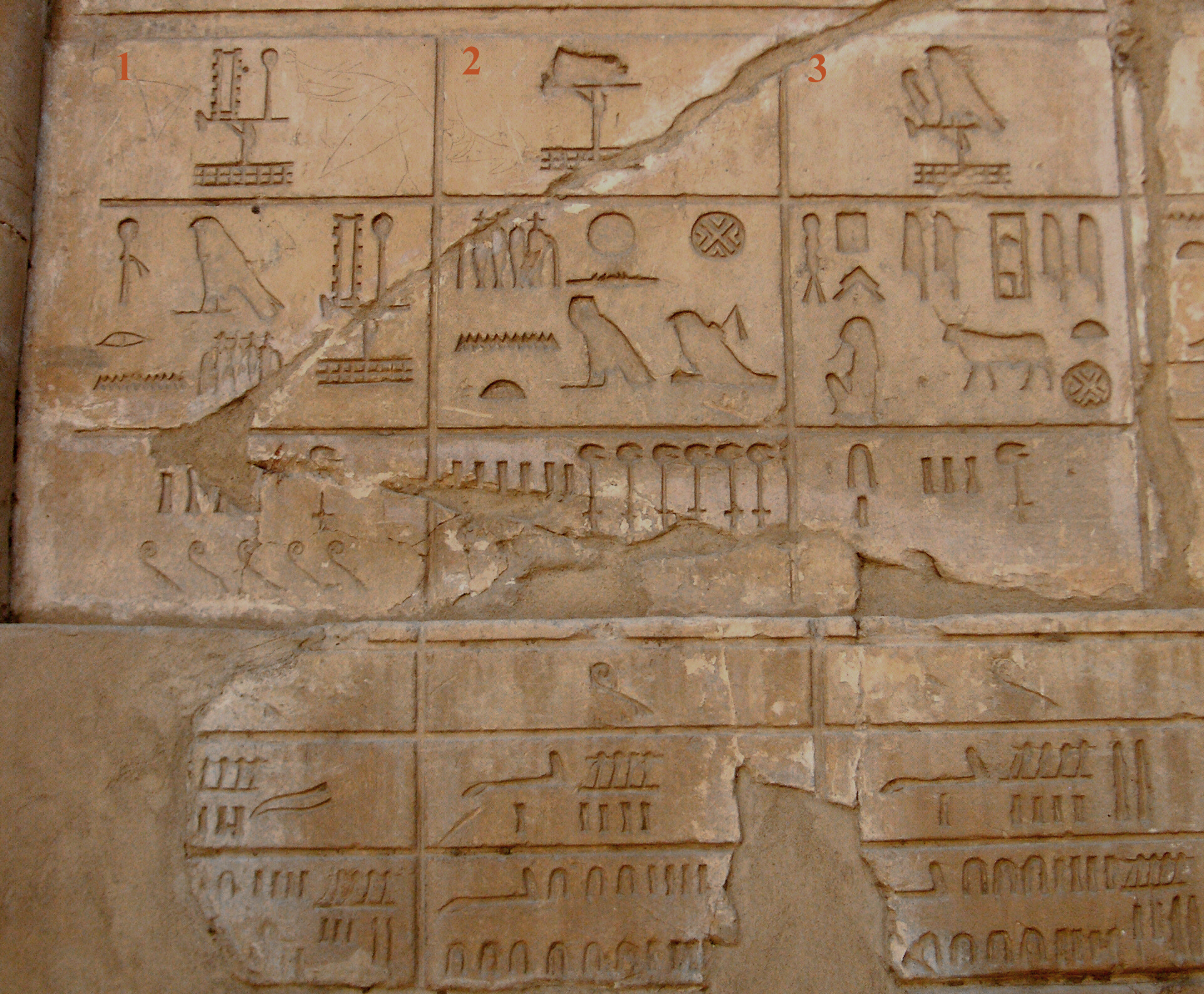
Aneb-Hetch, län 1 på "Vita kapellets" vägg i Karnak.

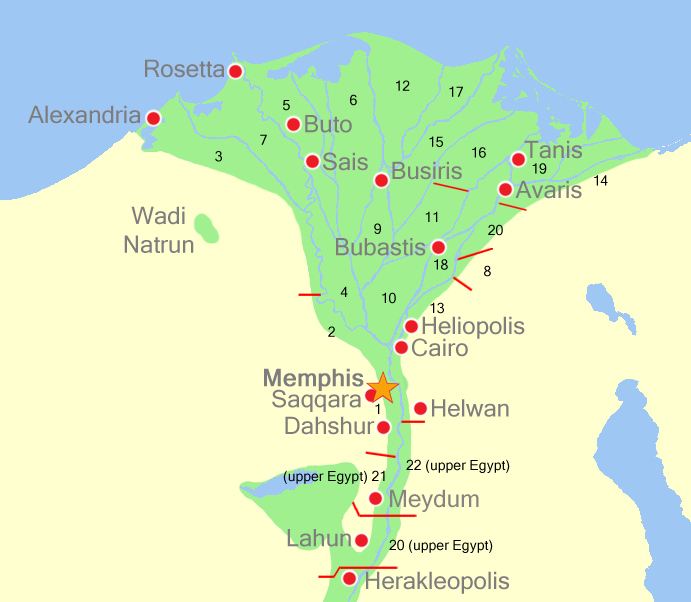
Lägeskarta över nomoi i Nedre Egypten.

Aneb-Hetch ("Vita fortet", även Inbu-Hedj) var ett av de 42 nomoi (länen) i Forntida Egypten.
| O36 | T3 · R12 · N24 |

Aneb-Hetch med hieroglyfer

## Geografi
Aneb-Hetch var ett av de 20 nomoi i Nedre Egypten och hade nummer 1.
Länets yta var cirka 1 cha-ta (cirka 2,75 hektar, 1 cha-ta motsvarar 2,75 ha) med en längd om cirka 4 iteru (cirka 42 km, 1 iteru motsvarar 10,5 km).
Niwt (huvudorten) var Menefer/Memfis (dagens Mit Rahina) som periodvis även var huvudstad för hela Egypten. Övriga större orter var Sakkara.

## Historia
Varje län styrdes av en nomark som officiellt lydde direkt under faraon.
Varje Niwt hade ett Het net (tempel) tillägnad områdets skyddsgud och ett Heqa het (nomarkens residens).
Länets skyddsgud var Horus och bland övriga gudar dyrkades främst Apis, Hathor, Nefertum, Ptah, Seker och Sekhmet.
Idag ingår området i guvernementet Helwan.